# Tim Marsman
Tim Marsman (Hattem, 4 ottobre 2000) è un ciclista su strada olandese che corre per il VolkerWessels Cycling Team.

## Palmarès

### Strada
- 2018 (Juniores, una vittoria)

EPZ Omloop van Borsele Junior
- 2022 (Metec-Solarwatt p/b Mantel, una vittoria)

6ª tappa Tour de Normandie (Carentan-les-Marais > Carentan-les-Marais)
- 2023 (Metec-Solarwatt p/b Mantel, due vittorie)

1ª tappa Tour du Loir-et-Cher (Blois > Chailles)
Classifica generale Tour du Loir-et-Cher
- 2025 (VolkerWessels Cycling Team, una vittoria)

1ª tappa Olympia's Tour (Beltrum > Beltrum, cronometro)

#### Altri successi
- 2024 (Metec-Solarwatt p/b Mantel)

De Bruyn Metaal BV - Omloop van Valkenswaard

## Piazzamenti

### Competizioni europee
- Campionati europei

Anadia 2022 - Staffetta Under-23: 3º
Anadia 2022 - In linea Under-23: 86º